# Heinrich Trendtel
Anton Heinrich Ludwig Trendtel (* 1. Januar 1864 in Jever; † 1943) war ein deutscher Konteradmiral der Kaiserlichen Marine.

## Leben
Heinrich Trendtel stammte aus einer seit 1760 in Jever ansässigen Familie. Seine Eltern waren der Kaufmann Johann Friedrich Trendtel und Theda Agathe Pickenbach. Er besuchte das Gymnasium in Jever, wo er 1883 das Abitur erlangte.
Er trat am 21. April 1884 in die Kaiserliche Marine ein. Mit RDA vom 16. April 1887 war er zum Unterleutnant zur See ernannt worden, war 1888 an der Marineschule und 1891 bei der II. Matrosen-Abteilung. 1892 war er als Leutnant zur See (Beförderung am 7. April 1891) auf der Habicht. Ab September 1893 war er für ein Jahr Kommandant des Tenders Hay. 1895 war er als Wachoffizier erst auf der Kurfürst Friedrich Wilhelm und später auf der Weißenburg.
Von Februar 1901 bis September 1901 war er als Kapitänleutnant Kommandant des Schulschiffs Brummer.
Als Korvettenkapitän war er ab Oktober 1906 Kommandant der Nymphe. Anschließend übernahm er ab September 1907, nun als Fregattenkapitän, bis Januar 1908 die Medusa, welche unter seinem Kommando als Artillerieschulschiff für Maschinenwaffen eingesetzt wurde. Am 27. März 1909 wurde er zum Kapitän zur See befördert.
Den Großen Kreuzer Blücher kommandierte er von April 1911 bis Ende September 1911. Anschließend wurde er zur Disposition gestellt und war 1913/14 Inspektor des Küstenbezirksamtes V (Wilhelmshaven).
Später war er bis Kriegsende als Dezernent für das Minen- und Sperrwesens im Reichsmarineamt. Am 11. Januar 1919 wurde er aus der Marine verabschiedet.
Am 30. August 1919 wurde er mit dem Charakter als Konteradmiral ausgezeichnet.
Nach seinem Ausscheiden war er bis 1928 Vorsitzender des Bund Deutscher Marine-Vereine. Von ca. 1926 bis mindestens 1932 war er Reichskommissar für das Auswanderungswesens für das Unterwesergebiet.
Trendtel war zweimal verheiratet, zunächst ab 1917 mit Magdalena geb. Esch, Tochter eines Brauereibesitzers aus Wiesbaden, und ab 1922 mit Magdalena, geb. Duncher, Tochter eines Wirklichen geheimen Kriegsrats. Er hatte einen Sohn (* 1919).